# انالاوکا
انالاوکا (به لاتین: Analavoka) یک سکونتگاه مسکونی در ماداگاسکار است که در ایهورومبه واقع شده‌است.

## خصوصیات
انالاوکا ۵٬۰۰۰ نفر جمعیت دارد و ۶۳۲ متر بالاتر از سطح دریا واقع شده‌است.